# Sivas (film)
Pour les articles homonymes, voir Sivas (homonymie).
Pour plus de détails, voir Fiche technique et Distribution.
Sivas est un film turc écrit, coproduit et réalisé par Kaan Müjdeci, sorti en 2014.
Le film est présenté en sélection officielle au festival international du film de Venise en 2014 où le Prix spécial du jury lui est attribué,.
Le film est sélectionné comme entrée turque pour l'Oscar du meilleur film en langue étrangère à la 88e cérémonie des Oscars qui s'est déroulée en 2016.

## Fiche technique
- Titre : Sivas
- Réalisation : Kaan Müjdeci
- Scénario : Kaan Müjdeci
- Production : Kaan Müjdeci et Yasin Mujdeci
- Société de production :
- Photographie : Armin Dierolf et Martin Solvang
- Montage : Yorgos Mavropsaridis
- Musique :
- Pays d'origine : Turquie
- Genre : Drame
- Langue : turc
- Durée : 97 minutes
- Dates de sortie :
  -  Italie : 3 septembre 2014 (Mostra de Venise 2014)

## Distribution
- Cakir : Sivas
- Okan Avci : l'instituteur
- Ozan Celik : Sahin
- Ezgi Ergin : Ayse
- Banu Fotocan : la mère
- Dogan Izci : Aslan
- Babak Hamidian

## Distinctions
- Festival international du film de Venise 2014 : Prix spécial du jury

### Sélections
- Festival international du film de Venise 2014 : sélection officielle (en compétition pour le Lion d'or)